# Вал дела Торе
Вал дела Торе (итал. Val della Torre) је насеље у Италији у округу Торино, региону Пијемонт.
Према процени из 2011. у насељу је живело 3529 становника. Насеље се налази на надморској висини од 493 м.

## Становништво
| 1931. | 1936. | 1951. | 1961. | 1971. | 1981. | 1991. | 2001. | 2011. |
| ----- | ----- | ----- | ----- | ----- | ----- | ----- | ----- | ----- |
| 1.868 | 1.768 | 1.593 | 1.357 | 1.872 | 2.576 | 3.021 | 3.529 | 3.812 |